# Tellervo exilis
Tellervo exilis är en fjärilsart som beskrevs av Embrik Strand 1911. Tellervo exilis ingår i släktet Tellervo och familjen praktfjärilar. Inga underarter finns listade i Catalogue of Life.